# Ursel Fiedler
Ursel „Uschi“ Fiedler (* 8. November 1934 in Berlin) ist eine ehemalige deutsche Tischtennisspielerin. Sie gewann die deutsche Meisterschaft zweimal im Einzel und dreimal im Doppel.

## Karriere
Uschi Fiedler begann erst als 16-Jährige mit dem Tischtennissport. Mit 17 Jahren wurde sie Zweite bei den deutschen Jugendmeisterschaften (1952 in Hannover). 1958 wurde sie in Neumünster erstmals deutsche Meisterin vor Hannelore Schlaf. Diesen Erfolg wiederholte sie 1962 in Freiburg, als sie Inge Harst im Endspiel besiegte. Zusammen mit Hannelore Schlaf gewann sie von 1956 bis 1958 dreimal hintereinander die deutsche Meisterschaft im Doppel.
Zwischen 1955 und 1962 wurde sie 36 mal in die Nationalmannschaft eingeladen. Dreimal nahm sie an einer Tischtennisweltmeisterschaft teil, zweimal an einer Europameisterschaft. 1962 wurde sie mit der deutschen Mannschaft in Berlin Europameister.
In der deutschen Rangliste wurde sie von 1956 bis 1959 an Rang 2 geführt, in der Europa-Rangliste belegte sie 1962 Rang 11.
1962 beendete sie ihre Karriere im Leistungssport. Seit 1973 ist sie Mitglied im Verein Ottobrunn und widmet sich hier der Nachwuchsarbeit.

## Privat
Uschi Fiedler ist seit 1959 verheiratet mit dem Tischtennisspieler Günter Matthias, dem DDR-Meister von 1952. Seitdem tritt sie unter dem Namen Uschi Matthias auf. Sie lebt in Ottobrunn und unterrichtete am örtlichen Gymnasium Tischtennis. Ihr Sohn Carsten wurde 1987 Deutscher Meister im Doppel. Auch ihre Tochter Christiane spielt Tischtennis, 1986 mit TTC Perlach in der 2. Bundesliga.

## Vereine
- 1950–1962 BTTC Grün-Weiß Berlin
- 1962–1964 TK Hannover
- 1964–1972 SV Ahlem
- 1973 TSV Ottobrunn

## Erfolge

### Internationale deutsche Meisterschaften
- 1954 in Berlin: 4. Platz Doppel (mit Katrin Best, ENG)
- 1955 in Kiel: 3. Platz Doppel (mit Hannelore Schlaf)
- 1961 in Berlin: 2. Platz Doppel (mit Edith Steinke)
- 1962 in St. Ingbert: 2. Platz Einzel, 3. Platz Doppel (mit Jutta Teller), 4. Platz Mixed (mit Dieter Michalek)

### Nationale deutsche Meisterschaften
- 1956 in Dortmund: 2. Platz Einzel, 1. Platz Doppel (mit Hannelore Schlaf), 4. Platz Mixed (mit Heinz Raack)
- 1957 in Berlin: 4. Platz Einzel, 1. Platz Doppel (mit Hannelore Schlaf)
- 1958 in Neumünster: 1. Platz Einzel, 1. Platz Doppel (mit Hannelore Schlaf)
- 1959 in Donaueschingen: 2. Platz Einzel, 4. Platz Doppel (mit Hannelore Schlaf)
- 1960 in Essen: 3. Platz Doppel (mit Edith Steinke)
- 1962 in Freiburg: 1. Platz Einzel, 4. Platz Doppel (mit Edith Lersow)

### Bundesranglistenturniere
- 1957 in Mönchengladbach: Platz 1
- 1958 in Frankfurt/Main: Platz 3
- 1962 in Berlin: Platz 4

### Tischtennisweltmeisterschaften
- 1955 in Utrecht: Achtelfinale Doppel
- 1957 in Stockholm: Viertelfinale Doppel, Platz 9 mit Team
- 1959 in Dortmund: Platz 10 mit Team

### Europameisterschaften
- 1958: Teilnahme
- 1962 in Berlin: Halbfinale Einzel (Niederlage gegen Diane Rowe), Viertelfinale Doppel, Platz 1 Team

## Turnierergebnisse
| Verband | Veranstaltung       | Jahr | Ort       | Land | Einzel     | Doppel        | Mixed     | Team |
| ------- | ------------------- | ---- | --------- | ---- | ---------- | ------------- | --------- | ---- |
| FRG     | Europameisterschaft | 1962 | Berlin    | FRG  | Halbfinale | Viertelfinale |           | 1    |
| FRG     | Weltmeisterschaft   | 1959 | Dortmund  | FRG  | letzte 32  | letzte 32     | Scratched | 10   |
| GER     | Weltmeisterschaft   | 1957 | Stockholm | SWE  | letzte 128 | Viertelfinale | letzte 64 | 14   |
| GER     | Weltmeisterschaft   | 1955 | Utrecht   | NED  | letzte 128 | letzte 16     | letzte 64 |      |